# Desmidorchis edithae
Desmidorchis edithae är en oleanderväxtart som först beskrevs av Nicholas Edward Brown, och fick sitt nu gällande namn av D.C.H. Plowes. Desmidorchis edithae ingår i släktet Desmidorchis och familjen oleanderväxter. Inga underarter finns listade i Catalogue of Life.